# Вербоїди
Вербо́їди (від лат. verbum — «дієслово» + дав.-гр. εἶδος — «подібний») — гібридні слова, які мають ознаки якихось інших частин мови.
До них належать інфінітив, супін (був у латинській і старослов'янській мовах) та герундій англійської мови, в яких поєднані властивості дієслова та іменника, а також дієприкметник, який має властивості дієслова (стан, вид, час) та прикметника (рід, відмінок), і дієприслівник, в якому поєднані властивості дієслова (вид, стан) і прислівника (виражає дію як ознаку іншої дії).
Гібридними є й недієслівні предикативи (категорія стану як частина мови), які омонімічні з прислівниками (весело, холодно), іменниками (пора, час, лінь), прикметниками (радий, рада, раде), але на відміну від них виражають стан людини (мають граматичне значення стану), характеризуються категоріями часу та способу, поєднуються з іменниками та займенниками у формі давального відмінка і виконують у реченні роль присудків.